# Luis Baltazar
Luís Manuel Alves Rolão Baltazar, cunoscut ca și Luis Baltazar, (n. 25 noiembrie 1966, Castelo Branco, Beira Baixa Subregion⁠(d), Portugalia) este un antrenor portughez de fotbal și fost jucător profesionist de fotbal. Din iulie 2018 Baltazar este pentru a treia oară antrenor secund la CFR Cluj.
Ca asistent al antrenorului Toni Conceição la CFR Cluj a câștigat de două ori Cupa României (2009, 2016) și o dată Supercupa României (2009). În Portugalia, Baltazar și Conceição au câștigat Segunda Liga de două ori: în 2008, cu Trofense și în 2014, cu Moreirense. 
El a jucat 8 sezoane și 171 de jocuri din Primeira Liga din Portugalia pentru Braga, Torreense, Belenenses, Vitória de Setúbal și Académica de Coimbra.

## Legături externe
- Baltazar pe site-ul oficial CFR Cluj[nefuncțională]